# Corythalia blanda
Corythalia blanda là một loài nhện trong họ Salticidae.
Loài này thuộc chi Corythalia. Corythalia blanda được Elizabeth Maria Gifford Peckham & George William Peckham miêu tả năm 1901.